# Rocky (ca sĩ Hàn Quốc)
Đây là một tên người Triều Tiên, họ là Park.
Park Min Hyuk (Hangul: 박민혁; Hanja: 朴敏赫; Hán Việt: Phác Mẫn Hách, sinh ngày 15 tháng 3 năm 1999), thường được biết đến với nghệ danh Rocky (Tiếng Hàn: 라키), là một nam ca sĩ người Hàn Quốc. Anh đảm nhận vai trò rap dẫn và nhảy chính, sáng tác và soạn nhảy trong nhóm nhạc ASTRO thuộc công ty Fantagio Music ra mắt vào năm 2016.

## Tiểu sử
Rocky sinh ra ở thành phố Jinju, tỉnh Gyeongsangnam, Hàn Quốc.
Rocky tốt nghiệp tại trường trung học nghệ thuật Hanlim chuyên ngành âm nhạc thực hành khóa 6.
Anh là con lớn trong gia đình. Gia đình anh gồm bố, mẹ và em trai sinh năm 2003.

## Sự nghiệp

### Trước khi ra mắt
Tháng 6 năm 2010 bắt đầu trở thành thực tập sinh của Fantagio từ năm lớp 5 sau lời giới thiệu của người anh cùng nhóm nhạc kịch Billy Elliot.
Năm 2011, Rocky tham gia Korea's Got Talent.
Trước khi ra mắt, anh đã tham gia vào dự án dành cho thực tập sinh của công ty chủ quản là <i-Teen>, Lotte World Rising Star Concert.
Tháng 8 năm 2015 lần đầu tiên ra mắt khán giả thông qua web- drama "To Be Continued" cùng các thành viên trong <i-Teen>.

### 2016 - 2019
Ngày 23 tháng 2 năm 2016, anh chính thức ra mắt cùng ASTRO với vai trò rap dẫn và nhảy chính. Từ khi ra mắt đến nay, anh nổi danh là một trong những "Người đa tài"(All-Rounder) của K-pop.
Tháng 7 năm 2016, Rocky tham gia làm trợ lý dựng nhảy cho tiết mục đặc biệt "Six Pack ultra Dance Festival" cho sân khấu SBS Inkigayo, 6 dancer chính của các nhóm nhạc đã tham gia biểu diễn Junior (Got7), Hyunkyung (ROMEO), Shownu (Monsta X), Dino (SEVENTEEN), Rocky (Astro), Ten (NCT)
Ngày 24 tháng 8 năm 2016, Rocky xuất hiện trong chương trình "MNET's Hit the Stage" với bài nhảy mô phỏng nhân vật của Jim Carey trong phim "Mask".
Ngày 5 tháng 11 năm 2018, Rocky trở thành á quân cuộc thi Dance War của 1theK với điểm chuyên môn cao nhất, quán quân cuộc thi là Kim Samuel.
Tháng 12 năm 2018, Fantagio đã phát hành bài hát "Star" do Rocky kết hợp cùng ca sĩ, tác giả Chawoo trong dự án FM201.8–11 Hz.

### 2019 - hiện tại
Năm 2019, Rocky đã sáng tác bài hát "When the wind blows" - bài hát nằm trong album thứ 6 của ASTRO.
Tháng 6 năm 2020, Astro phát hành single "No, I don't" do anh cùng Jin Jin và Cha Eun-woo đồng sáng tác
Ngày 24 tháng 6 năm 2020 trở thành MC cho chương trình của Sohu TV <Idol Going to Work (爱 豆 上班 啦)> quảng bá làn sóng Hallyu dành cho các fan hâm mộ ở thị trường Trung Quốc.
Ngày 26 tháng 6 năm 2020, Rocky có riêng special stage cùng Chani tại đại nhạc hội K:CONTACT 2020 
Ngày 28 tháng 6 năm 2020 bài hát "No, I don't" do anh sáng tác đã được công bố trong concert online WWW của nhóm.
Ngày 29 tháng 9 năm 2020 Rocky đã phát hành "Shiny Blue" - là OST riêng của anh cho phim "Dokgo Bin is updating".
Ngày 17 tháng 1 năm 2022, Rocky cùng với JinJin ra mắt trong vai trò ca sĩ của nhóm nhỏ của ASTRO với single "Just Breath" (숨좀쉬자) trong album Restore. Album gồm 5 bài hát, đặc biệt trong đó có 1 bài hát có sự tham gia của Weki Meki's Choi Yoo-jung. Rocky và Jinjin đã tham gia vào toàn bộ quá trình sản xuất các bài hát trong album này.

## Hoạt động

### Bài hát
| Năm  | Tiêu đề                       | Album                      | Ghi chú    |
| 2018 | "Star" ("별")                 | FM201.8                    | Với Chawoo |
| 2020 | "Shiny Blue" (내 마음은 하늘) | Dok Go Bin Is Updating OST |            |

### Drama
| Năm  | Tiêu đề               | Vai           | Đài          |
| 2015 | To Be Continued       | Rocky         | MBC Every1   |
| 2015 | Persevere, Goo Hae-Ra | Rocky (Cameo) | Mnet         |
| 2019 | Soul Plate            | Rumiel        | Naver TVCast |

### Chương trình giải trí
| Năm  | Tên chương trình                                                                  | Vai trò              | Kênh           | Ghi chú              |
| 2011 | Korea's Got Talent                                                                | Thí sinh             | tvN            |                      |
| 2016 | The Golden Bell Challenge                                                         |                      | KBS            |                      |
| 2016 | Weekly Idol                                                                       | Khách mời            | MBC Every1     | Tập 256, 279         |
| 2016 | Hit the Stage                                                                     | Thí sinh             | Mnet           |                      |
| 2016 | We Got Married                                                                    |                      | MBC            | Tập 338              |
| 2016 | The Immigration                                                                   | Khách mời            | KSTYLE TV      |                      |
| 2016 | Ultra Dance Festival (UDF)                                                        |                      | SBS            | Tập 873              |
| 2016 | After School Club                                                                 | Khách mời            | Arirang TV     | Tập 202              |
| 2016 | After School Club                                                                 | Khách mời            | Arirang TV     | Tập 219              |
| 2016 | After School Club                                                                 | Khách mời            | Arirang TV     | Tập 240              |
| 2016 | Idol Star Athletic Championship (ISAC)                                            |                      | MBC            | Chuseok Special 2016 |
| 2016 | Immortal Songs 2                                                                  | Khách mời            | KBS            | Tập 31/12            |
| 2017 | Weekly Idol                                                                       | Khách mời            | MBC Every1     | Tập 307              |
| 2017 | Idol Star Athletic Championship (ISAC)                                            |                      | MBC            |                      |
| 2017 | ASTRO's Nimdle Game                                                               |                      |                | 11 tập               |
| 2017 | After School Club                                                                 | Khách mời            | Arirang TV     | Tập 291              |
| 2017 | ASTRO GS25 (mùa 1,2)                                                              | Chủ xị               |                |                      |
| 2017 | Immortal Songs                                                                    | Khách mời            | KBS            | Tập 22/7             |
| 2017 | Immortal Songs                                                                    | Khách mời            | KBS            | Tập 23/12            |
| 2018 | "Biệt đội không ngừng cổ vũ" - Asian Game 2018 (trận bóng đá Hàn Quốc - Việt Nam) | Khách mời            | KBS my K       | Cùng MJ              |
| 2018 | Idol Star Athletic Championship (ISAC)                                            |                      | MBC            | Lunar New Year 2018  |
| 2018 | Idol Star Athletic Championship (ISAC)                                            | Chuseok Special 2018 | MBC            |                      |
| 2018 | Dance War                                                                         | Thí sinh             | 1theK          | Á Quân               |
| 2018 | Amigo TV mùa 4                                                                    |                      | Olle TV Mobile | 3 tập                |
| 2019 | Yoo Heeyeol's Sketchbook                                                          | Khách mời            | KBS            | Tập 427              |
| 2019 | When Manager Falls Asleep                                                         | Khách mời            | Piki Pictures  |                      |
| 2019 | Idol Radio                                                                        | Khách mời            | MBC Radio      | Tập 114              |
| 2019 | Idol Radio                                                                        | Khách mời            | MBC Radio      | Tập 421              |
| 2019 | Weekly Idol                                                                       | Khách mời            | MBC            | Tập 425 cùng MJ      |
| 2019 | Weekly Idol                                                                       | Khách mời            | MBC            | Tập 434              |
| 2019 | Idol Star Athletic Championship (ISAC)                                            |                      | MBC            |                      |
| 2019 | Idol Star Athletic Championship (ISAC)                                            | Chuseok Special 2019 | MBC            |                      |
| 2019 | Immortal Songs 2                                                                  | Khách mời            | KBS            |                      |
| 2020 | Idol Radio                                                                        | Khách mời            | MBC Radio      | Tập 707              |
| 2020 | After School Club                                                                 | Khách mời            | Arirang TV     | Tập 419              |
| 2020 | Hidden Track 2                                                                    | Khách mời            | Lululala Music |                      |
| 2020 | Idol Going to Work                                                                | MC                   | SOHU Korea     |                      |
| 2020 | ASTRO's 1001 Nights                                                               | Chủ xị               | Seezn          | 12 tập               |